# 小行星6900
小行星6900（英語：6900）是一颗围绕太阳公转的小行星。1988年12月2日，M. Arai、H. Mori在寄居町发现了此天体。
这颗小行星的绝对星等为11.08197818622262等。